# Torneo del Interior A 2012
El Torneo del Interior de 2012 - Zona Campeonato (también conocido como "Torneo del Interior A" o "Top 16") fue la undécima edición del torneo organizado por la Unión Argentina de Rugby que reúne a los mejores clubes de todas las uniones provinciales de la Argentina, excluyendo a la Unión de Rugby de Buenos Aires. Se llevó a cabo entre el 13 de octubre y el 24 de noviembre de 2012.
Durante esta temporada, la fase de grupos utilizó un formato similar al de la Vodacom Cup: los equipos siguieron divididos en cuatro zonas de cuatro equipos, pero con cada equipo enfrentando a los cuatro equipos pertenecientes a los de una zona adyacente (los de la Zona 1 con la 2 y la Zona 3 con la 4) en lugar de los de su propia zona. De esta manera, cada equipo jugó cuatro partidos durante la fase de grupo y clasificaron a la fase final a través de dos tablas de ocho equipos cada una.
Duendes de Rosario y Cardenales de Tucumán se enfrentaron en la final del torneo, reeditando la final de la temporada 2003 y convirtiéndose en los equipos con la mayor cantidad de finales jugadas (cinco y cuatro, respectivamente). El conjunto rosarino se impuso 40-21 y obtuvo así su tercer lauro tras los obtenidos en 2003 y 2009, igualando la marca de La Tablada como máximos ganadores del torneo. A pesar de no conseguir el título (cuarta final perdida para Cardenales y séptima para equipos tucumanos en total), la participación de los clubes de la región NOA aún fue destacada, con todos sus equipos clasificados (5) alcanzando los cuartos de final del torneo.

## Equipos participantes
Participaron del torneo 16 clubes, los cuales clasificaron de acuerdo a su desempeño en los distintos torneos regionales: 5 del Torneo Regional del NOA, 4 del Torneo Regional del Litoral, 3 del Torneo Regional Centro, 2 del Torneo Regional del Oeste y 2 del Torneo Regional Pampeano.
| Club                     | Vía de clasificación                                         |
| ------------------------ | ------------------------------------------------------------ |
| Tucumán Lawn Tennis Club | Campeón del Torneo Regional del Noroeste 2012.               |
| Cardenales               | Subcampeón del Torneo Regional del Noroeste 2012.            |
| Tucumán Rugby Club       | 3.º puesto en el Torneo Regional del Noroeste 2012.          |
| Universitario de Tucumán | 4.º puesto en el Torneo Regional del Noroeste 2012.          |
| Jockey Club de Salta     | Campeón Copa de Plata del Torneo Regional del Noroeste 2012. |
| Duendes                  | Campeón del Torneo Regional del Litoral 2012.                |
| Santa Fe Rugby Club      | Subcampeón del Torneo Regional del Litoral 2012.             |
| Jockey Club (R)          | 3.º puesto en el Torneo Regional del Litoral 2012.           |
| Universitario de Rosario | 4.º puesto en el Torneo Regional del Litoral 2012.           |
| La Tablada               | Campeón del Torneo Regional Centro 2012.                     |
| Tala                     | Subcampeón del Torneo Regional Centro 2012.                  |
| Jockey Club de Córdoba   | 3.º puesto en el Torneo Regional Centro 2012.                |
| Liceo                    | Campeón del Torneo Regional del Oeste 2012.                  |
| Marista                  | Subcampeón del Torneo Regional del Oeste 2012.               |
| IPR Sporting Club        | Campeón del Torneo Regional Pampeano 2012.                   |
| Sociedad Sportiva        | Subcampeón del Torneo Regional Pampeano 2012.                |

### Intercambio de plazas
- El Torneo Regional del Noroeste perdió una plaza respecto a la temporada anterior (de 6 a 5) debido a la derrota de Tucumán Rugby Club en la final por la permanencia del Torneo del Interior A 2011.[16]

- El Torneo Regional del Litoral recibió una plaza más respecto a la temporada anterior (de 3 a 4) tras la consagración de CRAI de Santa Fe en el Torneo del Interior B 2011.[17][18]

## Formato de competencia
En la primera fase los dieciséis participantes se dividieron en cuatro grupos de cuatro cada uno, enumerados del 1 a 4, donde se enfrentaron los del grupo 1 contra los del 2 y los del 3 contra los del 4 a una rueda. Por partido ganado se otorgaron dos puntos, por partido empatado uno y ninguno en caso de derrota. No se otorgó punto bonus.
Una vez finalizada la primera fase, los grupos 1 y 2 y los 3 y 4 se juntaron en dos tablas, zona A y zona B donde los cuatro primeros de cada zona avanzaron a la fase final por el campeonato, mientras que los cuatro peores avanzaron a las finales por la permanencia.
En la fase final los ocho clasificados se ordenaron en duelos de eliminación directa hasta la final, donde quienes perdían quedaban eliminados. El ganador de los duelos se consagró como el campeón de la temporada.
En los partidos por la permanencia se conformaron duelos de eliminación directa, donde los ganadores dejaron de participar y los perdedores debían seguir revalidando la permanencia hasta llegar a una final, el perdedor de la cual perdía  una plaza en el Torneo del Interior A 2013 para su región de origen.

## Primera fase
| Zona 1              | Zona 2            | Zona 3          | Zona 4            |
| ------------------- | ----------------- | --------------- | ----------------- |
| Tucumán Lawn Tennis | La Tablada        | Duendes         | Marista           |
| Cardenales          | Jockey Club (C)   | Jockey Club (R) | Liceo             |
| Universitario (T)   | Tala              | Jockey Club (S) | IPR Sporting Club |
| Tucumán RC          | Universitario (R) | Santa Fe RC     | Sociedad Sportiva |

### Grupo A (Zonas 1 y 2)
| Pos. | Zona | Equipo              | Encuentros | Encuentros | Encuentros | Encuentros | Tantos | Tantos | Tantos | Puntos |
| Pos. | Zona | Equipo              | PJ         | PG         | PE         | PP         | F      | C      | Dif    | Puntos |
| ---- | ---- | ------------------- | ---------- | ---------- | ---------- | ---------- | ------ | ------ | ------ | ------ |
| 1.º  | Z1   | Cardenales          | 4          | 3          | 0          | 1          | 172    | 114    | + 58   | 6      |
| 2.º  | Z1   | Universitario (T)   | 4          | 3          | 0          | 1          | 138    | 101    | + 37   | 6      |
| 3.º  | Z1   | Tucumán Lawn Tennis | 4          | 3          | 0          | 1          | 105    | 99     | + 6    | 6      |
| 4.º  | Z1   | Tucumán RC          | 4          | 2          | 0          | 2          | 157    | 91     | + 66   | 4      |
| 5.º  | Z2   | Jockey Club (C)     | 4          | 2          | 0          | 2          | 97     | 124    | - 27   | 4      |
| 6.º  | Z2   | La Tablada          | 4          | 2          | 0          | 2          | 84     | 88     | - 4    | 4      |
| 7.º  | Z2   | Tala                | 4          | 1          | 0          | 3          | 133    | 151    | - 18   | 2      |
| 8.º  | Z2   | Universitario (R)   | 4          | 0          | 0          | 4          | 91     | 209    | - 118  | 0      |

|  | Clasificado a la fase por el campeonato.  |
|  | Clasificado a la fase por la permanencia. |

Primera fecha
| 13 de octubre | Tucumán Lawn Tennis | 50 - 32 | Tala | La Caldera del Parque, San Miguel de Tucumán  |                                               |
|               |                     | Reporte |      | Árbitro(s): Francisco Pastrana (Buenos Aires) | Árbitro(s): Francisco Pastrana (Buenos Aires) |

| 13 de octubre | Tucumán RC | 66 - 26 | Universitario (R) |                                     |                                     |
|               |            | Reporte |                   | Árbitro(s): Eugenio Morra (Córdoba) | Árbitro(s): Eugenio Morra (Córdoba) |

| 13 de octubre | La Tablada | 17 - 16 | Cardenales |                                         |                                         |
|               |            | Reporte |            | Árbitro(s): Martín Rodríguez (Santa Fe) | Árbitro(s): Martín Rodríguez (Santa Fe) |

| 13 de octubre | Jockey Club (C) | 25 - 23 | Universitario (T) |                                    |                                    |
|               |                 | Reporte |                   | Árbitro(s): Mauro Rivera (Rosario) | Árbitro(s): Mauro Rivera (Rosario) |

Segunda fecha
| 20 de octubre | Universitario (T) | 39 - 37 | La Tablada |                                               |                                               |
|               |                   | Reporte |            | Árbitro(s): Francisco Pastrana (Buenos Aires) | Árbitro(s): Francisco Pastrana (Buenos Aires) |

| 20 de octubre | Cardenales | 41 - 27 | Jockey Club (C) |                                             |                                             |
|               |            | Reporte |                 | Árbitro(s): Federico Anselmi (Buenos Aires) | Árbitro(s): Federico Anselmi (Buenos Aires) |

| 20 de octubre | Universitario (R) | 21 - 26 | Tucumán Lawn Tennis |                                         |                                         |
|               |                   | Reporte |                     | Árbitro(s): Martín Rodríguez (Santa Fe) | Árbitro(s): Martín Rodríguez (Santa Fe) |

| 20 de octubre | Tala | 36 - 27 | Tucumán RC |                                          |                                          |
|               |      | Reporte |            | Árbitro(s): Matías Fresia (Buenos Aires) | Árbitro(s): Matías Fresia (Buenos Aires) |

Tercera fecha
| 27 de octubre | Tucumán Lawn Tennis | 15 - 38 | Jockey Club (C) |                                    |                                    |
|               |                     | Reporte |                 | Árbitro(s): Mauro Rivera (Rosario) | Árbitro(s): Mauro Rivera (Rosario) |

| 27 de octubre | Cardenales | 67 - 29 | Universitario (R) |                                 |                                 |
|               |            | Reporte |                   | Árbitro(s): Andrés Ramos (Cuyo) | Árbitro(s): Andrés Ramos (Cuyo) |

| 27 de octubre | La Tablada | 22 - 19 | Tucumán RC |                                    |                                    |
|               |            | Reporte |            | Árbitro(s): Claudio Antonio (Cuyo) | Árbitro(s): Claudio Antonio (Cuyo) |

| 27 de octubre | Tala | 24 - 26 | Universitario (T) |                                            |                                            |
|               |      | Reporte |                   | Árbitro(s): Maximiliano Tempesta (Rosario) | Árbitro(s): Maximiliano Tempesta (Rosario) |

Cuarta fecha
| 3 de noviembre | La Tablada | 8 - 14  | Tucumán Lawn Tennis |                                             |                                             |
|                |            | Reporte |                     | Árbitro(s): Federico Anselmi (Buenos Aires) | Árbitro(s): Federico Anselmi (Buenos Aires) |

| 3 de noviembre | Cardenales | 48 - 41 | Tala |                                             |                                             |
|                |            | Reporte |      | Árbitro(s): Juan Hernán Sylvestre (Rosario) | Árbitro(s): Juan Hernán Sylvestre (Rosario) |

| 3 de noviembre | Jockey Club (C) | 7 - 45  | Tucumán RC |                                 |                                 |
|                |                 | Reporte |            | Árbitro(s): Andrés Ramos (Cuyo) | Árbitro(s): Andrés Ramos (Cuyo) |

| 3 de noviembre | Universitario (T) | 50 - 15 | Universitario (R) |                                  |                                  |
|                |                   | Reporte |                   | Árbitro(s): Juan Gómez (Córdoba) | Árbitro(s): Juan Gómez (Córdoba) |

### Grupo B (Zonas 3 y 4)
| Pos. | Zona | Equipo                | Encuentros | Encuentros | Encuentros | Encuentros | Tantos | Tantos | Tantos | Puntos |
| Pos. | Zona | Equipo                | PJ         | PG         | PE         | PP         | F      | C      | Dif    | Puntos |
| ---- | ---- | --------------------- | ---------- | ---------- | ---------- | ---------- | ------ | ------ | ------ | ------ |
| 1.º  | Z3   | Duendes               | 4          | 4          | 0          | 0          | 217    | 56     | + 161  | 8      |
| 2.º  | Z3   | Jockey Club (R)       | 4          | 4          | 0          | 0          | 189    | 113    | + 76   | 8      |
| 3.º  | Z3   | Jockey Club (S)       | 4          | 4          | 0          | 0          | 177    | 87     | + 90   | 8      |
| 4.º  | Z3   | Santa Fe RC           | 4          | 3          | 0          | 1          | 94     | 118    | - 24   | 6      |
| 5.º  | Z4   | Marista               | 4          | 1          | 0          | 3          | 131    | 116    | 15     | 2      |
| 6.º  | Z4   | Liceo 1               | 4          | 0          | 0          | 4          | 85     | 222    | - 137  | 0      |
| 7.º  | Z4   | Sociedad Sportiva 1 2 | 4          | 0          | 0          | 4          | 80     | 187    | - 107  | 0      |
| 8.º  | Z4   | IPR Sporting Club 1 2 | 4          | 0          | 0          | 4          | 78     | 152    | - 74   | 0      |

|  | Clasificado a la fase por el campeonato.  |
|  | Clasificado a la fase por la permanencia. |

1:Liceo anotó once tries a favor mientras que Sociedad Sportiva y Sporting anotaron diez.

2:Sociedad Sportiva recibió una tarjeta amarilla mientras que Sporting recibió cuatro.
Primera fecha
| 13 de octubre | Duendes | 66 - 17 | IPR Sporting Club |                                 |                                 |
|               |         | Reporte |                   | Árbitro(s): Andrés Ramos (Cuyo) | Árbitro(s): Andrés Ramos (Cuyo) |

| 13 de octubre | Jockey Club (R) | 66 - 27 | Sociedad Sportiva |                                          |                                          |
|               |                 | Reporte |                   | Árbitro(s): Santiago Altobelli (Tucumán) | Árbitro(s): Santiago Altobelli (Tucumán) |

| 13 de octubre | Liceo | 12 - 30 | Santa Fe RC |                                          |                                          |
|               |       | Reporte |             | Árbitro(s): Fernando Martorell (Tucumán) | Árbitro(s): Fernando Martorell (Tucumán) |

| 13 de octubre | Marista | 32 - 37 | Jockey Club (S) |                                            |                                            |
|               |         | Reporte |                 | Árbitro(s): Maximiliano Tempesta (Rosario) | Árbitro(s): Maximiliano Tempesta (Rosario) |

Segunda fecha
| 20 de octubre | Jockey Club (S) | 68 - 24 | Liceo |                                          |                                          |
|               |                 | Reporte |       | Árbitro(s): Santiago Altobelli (Tucumán) | Árbitro(s): Santiago Altobelli (Tucumán) |

| 20 de octubre | Santa Fe RC | 6 - 57  | Marista |                                    |                                    |
|               |             | Reporte |         | Árbitro(s): Mauro Rivera (Rosario) | Árbitro(s): Mauro Rivera (Rosario) |

| 20 de octubre | Sociedad Sportiva | 12 - 46 | Duendes |                                       |                                       |
|               |                   | Reporte |         | Árbitro(s): Victor Riera (Alto Valle) | Árbitro(s): Victor Riera (Alto Valle) |

| 20 de octubre | IPR Sporting Club | 22 - 31 | Jockey Club (R) |                                        |                                        |
|               |                   | Reporte |                 | Árbitro(s): Ramiro García Gamero (Sur) | Árbitro(s): Ramiro García Gamero (Sur) |

Tercera fecha
| 27 de octubre | Duendes | 43 - 17 | Marista |                                      |                                      |
|               |         | Reporte |         | Árbitro(s): Joaquín Montes (Uruguay) | Árbitro(s): Joaquín Montes (Uruguay) |

| 27 de octubre | Santa Fe RC | 34 - 26 | Sociedad Sportiva |                                            |                                            |
|               |             | Reporte |                   | Árbitro(s): Diego Dlugovitzky (Entre Ríos) | Árbitro(s): Diego Dlugovitzky (Entre Ríos) |

| 27 de octubre | Liceo | 39 - 62 | Jockey Club (R) |                                     |                                     |
|               |       | Reporte |                 | Árbitro(s): Eugenio Morra (Córdoba) | Árbitro(s): Eugenio Morra (Córdoba) |

| 27 de octubre | IPR Sporting Club | 16 - 31 | Jockey Club (S) |                                       |                                       |
|               |                   | Reporte |                 | Árbitro(s): Federico Fioravanti (Sur) | Árbitro(s): Federico Fioravanti (Sur) |

Cuarta fecha
| 3 de noviembre | Liceo | 10 - 62 | Duendes |                                          |                                          |
|                |       | Reporte |         | Árbitro(s): Fernando Martorell (Tucumán) | Árbitro(s): Fernando Martorell (Tucumán) |

| 3 de noviembre | Santa Fe RC | 24 - 23 | IPR Sporting Club |                                  |                                  |
|                |             | Reporte |                   | Árbitro(s): Jason Mola (Córdoba) | Árbitro(s): Jason Mola (Córdoba) |

| 3 de noviembre | Jockey Club (R) | 30 - 25 | Marista |                                        |                                        |
|                |                 | Reporte |         | Árbitro(s): Emilio Traverso (Santa Fe) | Árbitro(s): Emilio Traverso (Santa Fe) |

| 3 de noviembre | Sociedad Sportiva | 15 - 41 | Jockey Club (S) |                                       |                                       |
|                |                   | Reporte |                 | Árbitro(s): Victor Riera (Alto Valle) | Árbitro(s): Victor Riera (Alto Valle) |

## Fase final
|  | Cuartos de final    | Cuartos de final |                   |            | Semifinales          | Semifinales          |  |            | Final           | Final           |  |
|  | 10 de noviembre     | 10 de noviembre  |                   |            | 17 y 18 de noviembre | 17 y 18 de noviembre |  |            | 24 de noviembre | 24 de noviembre |  |
|  |                     |                  |                   |            |                      |                      |  |            |                 |                 |  |
|  |                     |                  |                   |            |                      |                      |  |            |                 |                 |  |
|  | Cardenales          | 30               |                   |            |                      |                      |  |            |                 |                 |  |
|  | Cardenales          | 30               |                   |            |                      |                      |  |            |                 |                 |  |
|  | Santa Fe RC         | 23               |                   |            |                      |                      |  |            |                 |                 |  |
|  | Santa Fe RC         | 23               |                   | Cardenales | 25                   |                      |  |            |                 |                 |  |
|  |                     |                  |                   | Cardenales | 25                   |                      |  |            |                 |                 |  |
|  |                     |                  | Universitario (T) | 23         |                      |                      |  |            |                 |                 |  |
|  | Universitario (T)   | 34               | Universitario (T) | 23         |                      |                      |  |            |                 |                 |  |
|  | Universitario (T)   | 34               |                   |            |                      |                      |  |            |                 |                 |  |
|  | Jockey Club (S)     | 30               |                   |            |                      |                      |  |            |                 |                 |  |
|  | Jockey Club (S)     | 30               |                   |            |                      |                      |  | Cardenales | 21              |                 |  |
|  |                     |                  |                   |            |                      |                      |  | Cardenales | 21              |                 |  |
|  |                     |                  | Duendes           | 40         |                      |                      |  |            |                 |                 |  |
|  | Duendes             | 30               | Duendes           | 40         |                      |                      |  |            |                 |                 |  |
|  | Duendes             | 30               |                   |            |                      |                      |  |            |                 |                 |  |
|  | Tucumán RC          | 16               |                   |            |                      |                      |  |            |                 |                 |  |
|  | Tucumán RC          | 16               |                   | Duendes    | 23                   |                      |  |            |                 |                 |  |
|  |                     |                  |                   | Duendes    | 23                   |                      |  |            |                 |                 |  |
|  |                     |                  | Jockey Club (R)   | 17         |                      |                      |  |            |                 |                 |  |
|  | Jockey Club (R)     | 29               | Jockey Club (R)   | 17         |                      |                      |  |            |                 |                 |  |
|  | Jockey Club (R)     | 29               |                   |            |                      |                      |  |            |                 |                 |  |
|  | Tucumán Lawn Tennis | 6                |                   |            |                      |                      |  |            |                 |                 |  |
|  | Tucumán Lawn Tennis | 6                |                   |            |                      |                      |  |            |                 |                 |  |
|  |                     |                  |                   |            |                      |                      |  |            |                 |                 |  |

Cuartos de final
| 10 de noviembre | Cardenales | 30 - 23 | Santa Fe RC |                                     |                                     |
|                 |            | Reporte |             | Árbitro(s): Eugenio Morra (Córdoba) | Árbitro(s): Eugenio Morra (Córdoba) |

| 10 de noviembre | Universitario (T) | 34 - 30 | Jockey Club (S) |                                    |                                    |
|                 |                   | Reporte |                 | Árbitro(s): Claudio Antonio (Cuyo) | Árbitro(s): Claudio Antonio (Cuyo) |

| 10 de noviembre | Duendes | 30 - 16 | Tucumán RC |                                             |                                             |
|                 |         | Reporte |            | Árbitro(s): Federico Anselmi (Buenos Aires) | Árbitro(s): Federico Anselmi (Buenos Aires) |

| 10 de noviembre | Jockey Club (R) | 29 - 6  | Tucumán Lawn Tennis |                                          |                                          |
|                 |                 | Reporte |                     | Árbitro(s): Matías Fresia (Buenos Aires) | Árbitro(s): Matías Fresia (Buenos Aires) |

Semifinales
| 17 de noviembre | Duendes | 23 - 17 | Jockey Club (R) |                                    |                                    |
|                 |         | Reporte |                 | Árbitro(s): Claudio Antonio (Cuyo) | Árbitro(s): Claudio Antonio (Cuyo) |

| 18 de noviembre | Cardenales | 25 - 23 | Universitario (T) |                                     |                                     |
|                 |            | Reporte |                   | Árbitro(s): Eugenio Morra (Córdoba) | Árbitro(s): Eugenio Morra (Córdoba) |

Final
| 24 de noviembre | Cardenales | 21 - 40 | Duendes |                                             |                                             |
|                 |            | Reporte |         | Árbitro(s): Federico Anselmi (Buenos Aires) | Árbitro(s): Federico Anselmi (Buenos Aires) |

| Bandera de la Provincia de Santa Fe |
| Duendes Campeón                     |
| Tercer título                       |

## Permanencia
Todos los equipos eliminados en la primera fase se enfrentaron a eliminación directa para definir el intercambio de plazas entre los torneos regionales para la siguiente temporada. Sociedad Sportiva de Bahía Blanca cayó en la final, por lo que su torneo de origen, el Torneo Regional Pampeano, perdió una plaza en el Torneo del Interior A 2013.
|  | Cuartos de final  | Cuartos de final |                   |                   | Semifinales     | Semifinales     |  |                   | Final           | Final           |  |
|  | 10 de noviembre   | 10 de noviembre  |                   |                   | 17 de noviembre | 17 de noviembre |  |                   | 24 de noviembre | 24 de noviembre |  |
|  |                   |                  |                   |                   |                 |                 |  |                   |                 |                 |  |
|  |                   |                  |                   |                   |                 |                 |  |                   |                 |                 |  |
|  | Jockey Club (C)   | 35               |                   |                   |                 |                 |  |                   |                 |                 |  |
|  | Jockey Club (C)   | 35               |                   |                   |                 |                 |  |                   |                 |                 |  |
|  | IPR Sporting Club | 22               |                   |                   |                 |                 |  |                   |                 |                 |  |
|  | IPR Sporting Club | 22               |                   | IPR Sporting Club | 47              |                 |  |                   |                 |                 |  |
|  |                   |                  |                   | IPR Sporting Club | 47              |                 |  |                   |                 |                 |  |
|  |                   |                  | Sociedad Sportiva | 16                |                 |                 |  |                   |                 |                 |  |
|  | La Tablada        | 60               | Sociedad Sportiva | 16                |                 |                 |  |                   |                 |                 |  |
|  | La Tablada        | 60               |                   |                   |                 |                 |  |                   |                 |                 |  |
|  | Sociedad Sportiva | 5                |                   |                   |                 |                 |  |                   |                 |                 |  |
|  | Sociedad Sportiva | 5                |                   |                   |                 |                 |  | Sociedad Sportiva | 13              |                 |  |
|  |                   |                  |                   |                   |                 |                 |  | Sociedad Sportiva | 13              |                 |  |
|  |                   |                  | Liceo             | 19                |                 |                 |  |                   |                 |                 |  |
|  | Marista           | 21               | Liceo             | 19                |                 |                 |  |                   |                 |                 |  |
|  | Marista           | 21               |                   |                   |                 |                 |  |                   |                 |                 |  |
|  | Universitario (R) | 13               |                   |                   |                 |                 |  |                   |                 |                 |  |
|  | Universitario (R) | 13               |                   | Universitario (R) | 48              |                 |  |                   |                 |                 |  |
|  |                   |                  |                   | Universitario (R) | 48              |                 |  |                   |                 |                 |  |
|  |                   |                  | Liceo             | 0                 |                 |                 |  |                   |                 |                 |  |
|  | Liceo             | 22               | Liceo             | 0                 |                 |                 |  |                   |                 |                 |  |
|  | Liceo             | 22               |                   |                   |                 |                 |  |                   |                 |                 |  |
|  | Tala              | 27               |                   |                   |                 |                 |  |                   |                 |                 |  |
|  | Tala              | 27               |                   |                   |                 |                 |  |                   |                 |                 |  |
|  |                   |                  |                   |                   |                 |                 |  |                   |                 |                 |  |

Cuartos de final
| 10 de noviembre | Jockey Club (C) | 35 - 22 | IPR Sporting Club |                                            |                                            |
|                 |                 | Reporte |                   | Árbitro(s): Maximiliano Tempesta (Rosario) | Árbitro(s): Maximiliano Tempesta (Rosario) |

| 10 de noviembre | La Tablada | 60 - 5  | Sociedad Sportiva |                                        |                                        |
|                 |            | Reporte |                   | Árbitro(s): Emilio Traverso (Santa Fe) | Árbitro(s): Emilio Traverso (Santa Fe) |

| 10 de noviembre | Marista | 21 - 13 | Universitario (R) |                                        |                                        |
|                 |         | Reporte |                   | Árbitro(s): Ramiro García Gamero (Sur) | Árbitro(s): Ramiro García Gamero (Sur) |

| 10 de noviembre | Liceo | 24 - 27 | Tala |                                    |                                    |
|                 |       | Reporte |      | Árbitro(s): Carlos Poggi (Rosario) | Árbitro(s): Carlos Poggi (Rosario) |

Semifinal
| 17 de noviembre | IPR Sporting Club | 47 - 16 | Sociedad Sportiva |                                            |                                            |
|                 |                   | Reporte |                   | Árbitro(s): Maximiliano Tempesta (Rosario) | Árbitro(s): Maximiliano Tempesta (Rosario) |

| 17 de noviembre | Universitario (R) | 48 - 0  | Liceo |                                         |                                         |
|                 |                   | Reporte |       | Árbitro(s): Martín Rodríguez (Santa Fe) | Árbitro(s): Martín Rodríguez (Santa Fe) |

Final
| 24 de noviembre | Sociedad Sportiva | 13 - 19 | Liceo |                                             |                                             |
|                 |                   | Reporte |       | Árbitro(s): Juan Hernán Sylvestre (Rosario) | Árbitro(s): Juan Hernán Sylvestre (Rosario) |